# Tegenaria karaman
Tegenaria karaman là một loài nhện trong họ Agelenidae.
Loài này thuộc chi Tegenaria. Tegenaria karaman được Paolo Marcello Brignoli miêu tả năm 1978.